# Alex Mellemgaard
Alex Mellemgaard (Tórshavn, 27 novembre 1991) è un calciatore faroese, difensore del B68 Toftir.

## Carriera

### Club
Ha giocato nella prima divisione faroese.
In carriera ha giocato 4 partite nei turni preliminari di Champions League e 12 partite (con anche un gol segnato) in quelli di Europa League.

### Nazionale
Nel 2018 ha giocato una partita con la nazionale faroese.

## Palmarès

### Club

#### Competizioni nazionali
- Campionato faroese: 2

B36 Tórshavn: 2014, 2015